# Bodotria
Bodotria är ett släkte av kräftdjur som beskrevs av Harry D.S. Goodsir 1843. Bodotria ingår i familjen Bodotriidae.

## Bildgalleri

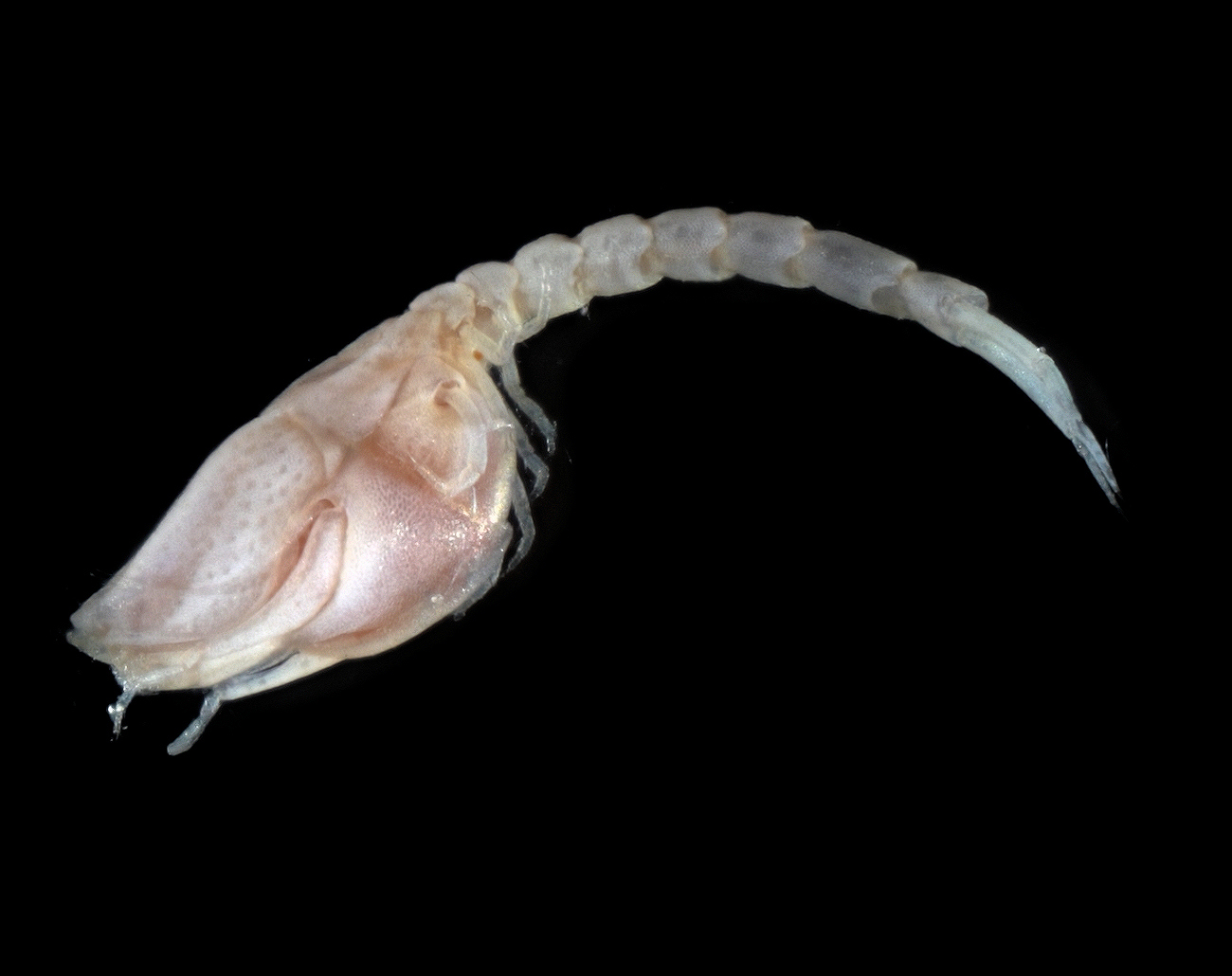
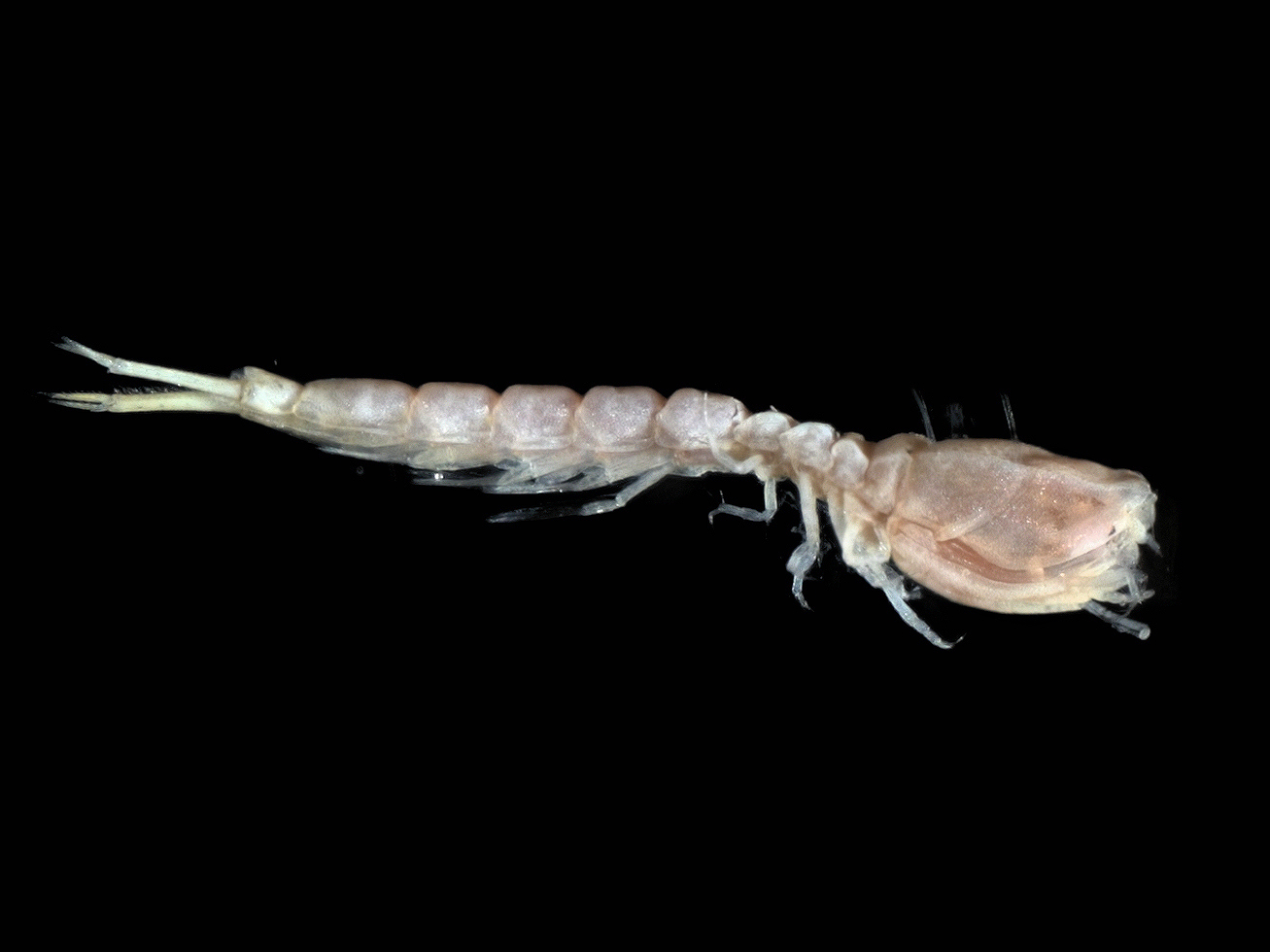
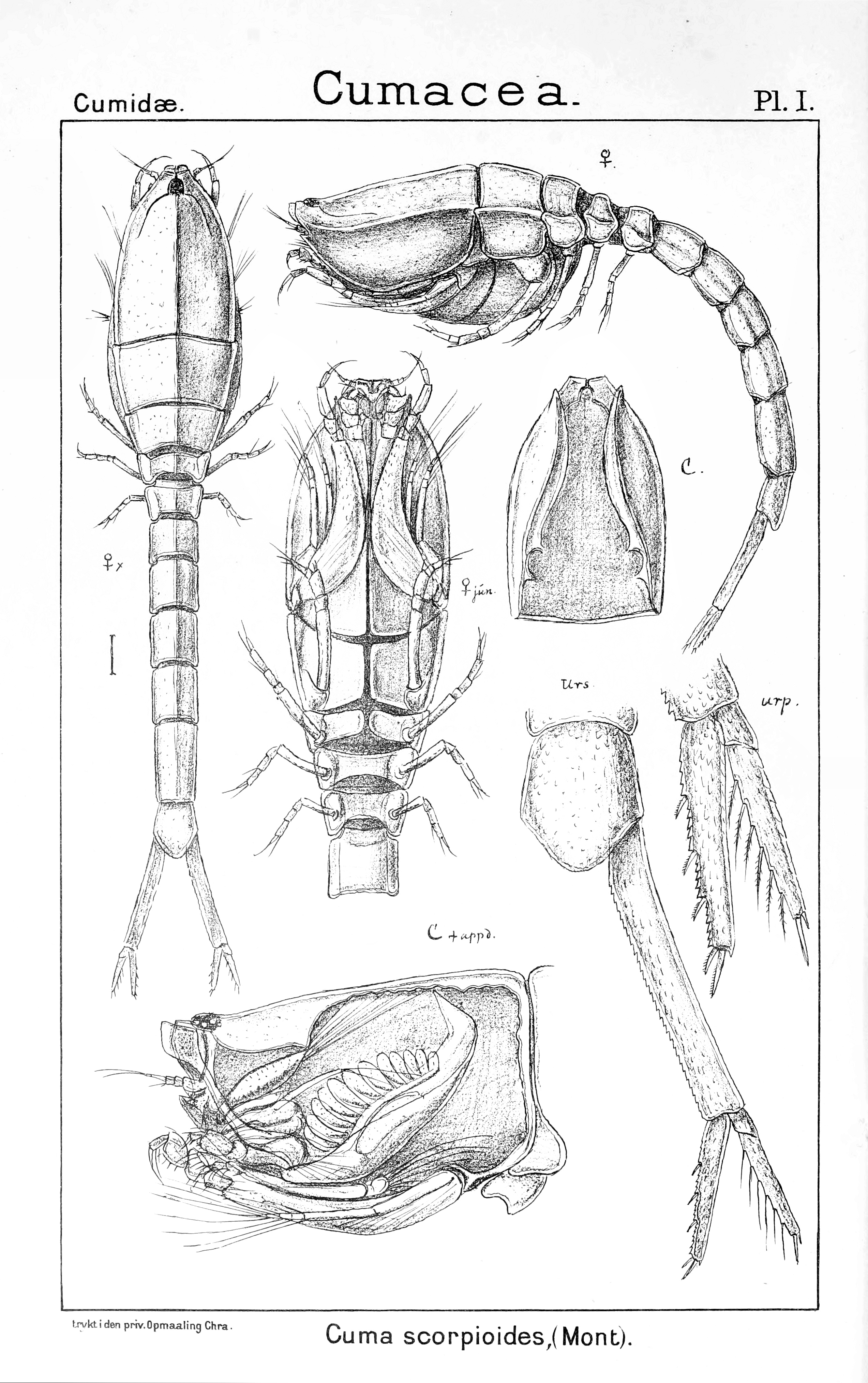
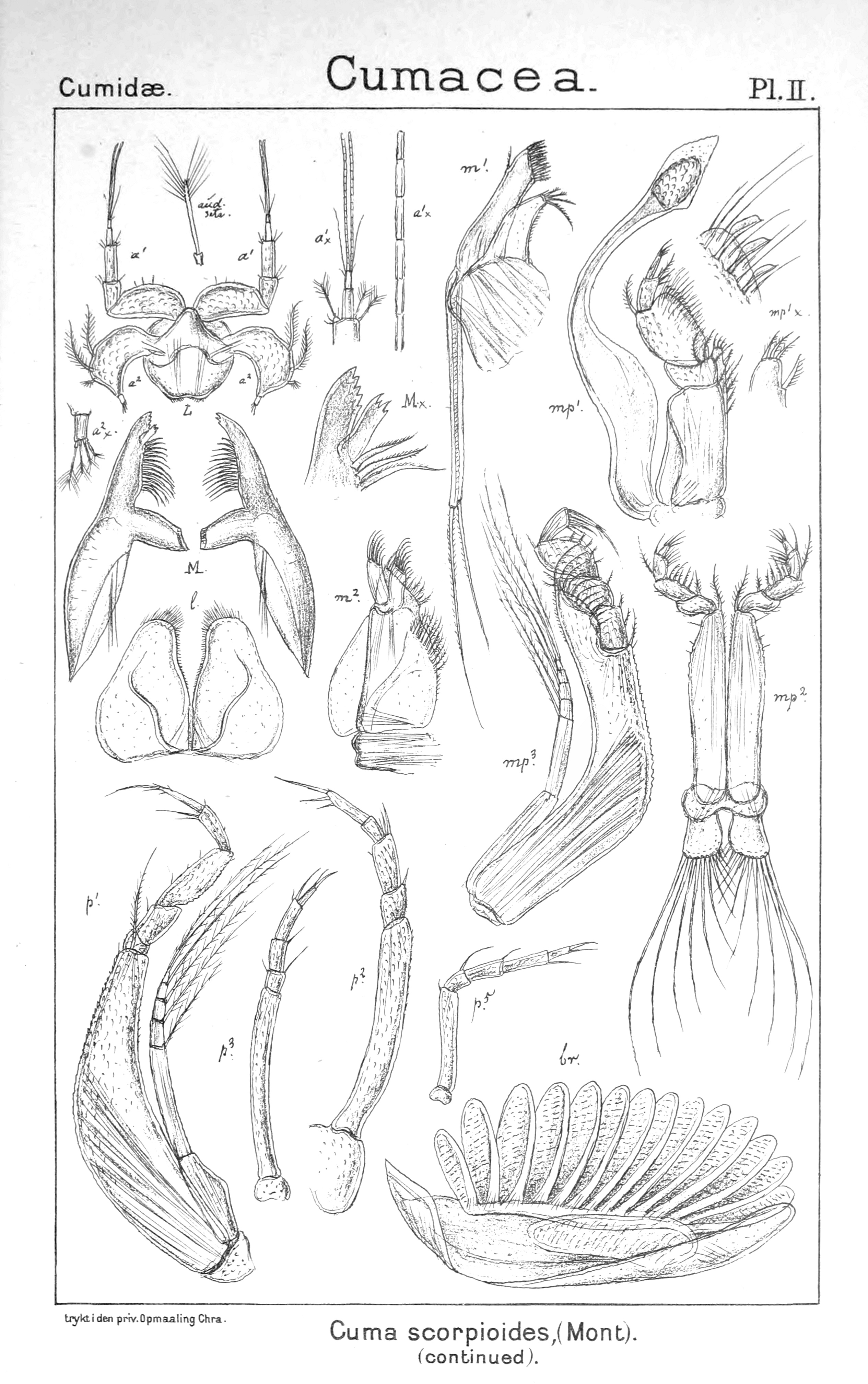
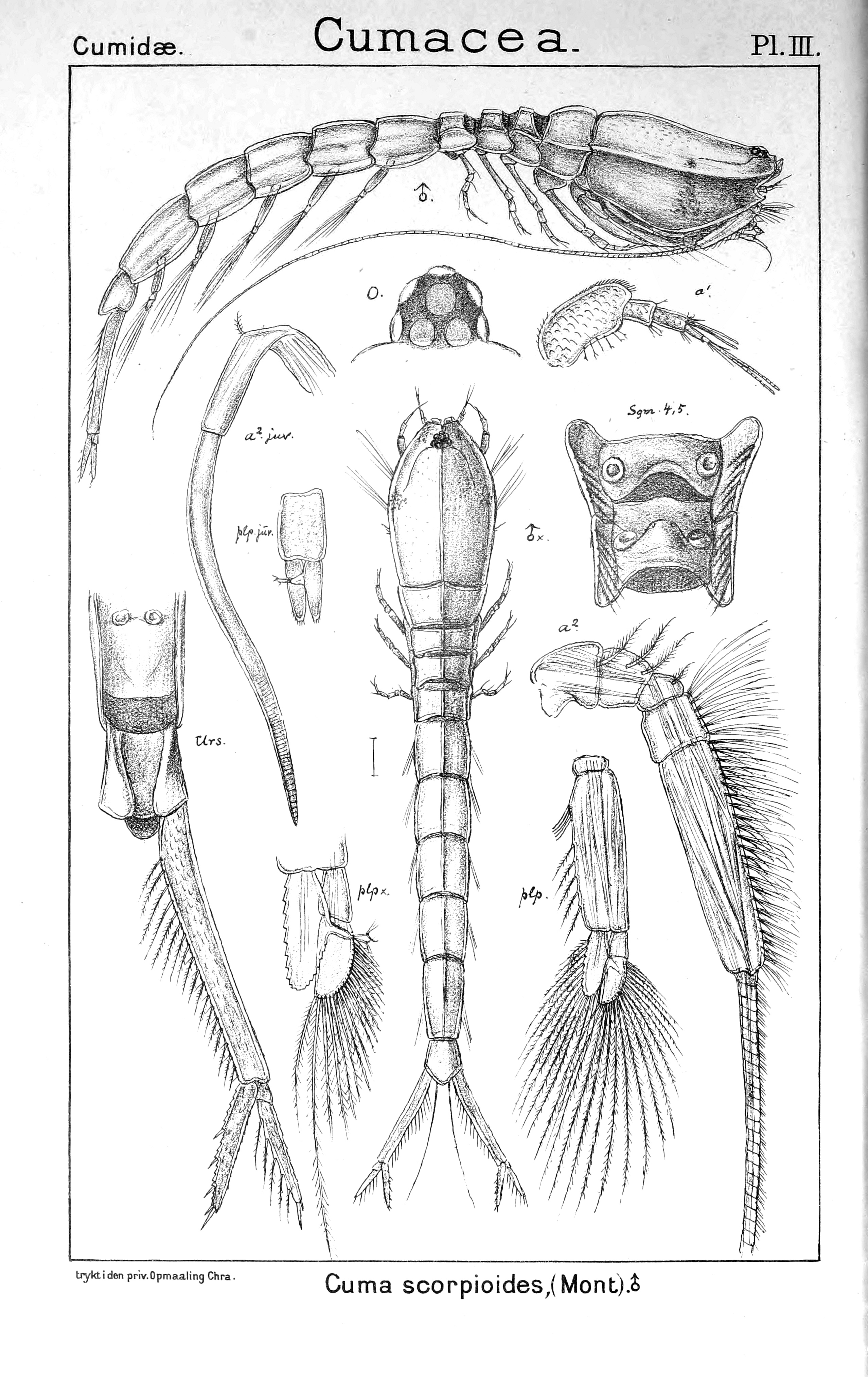
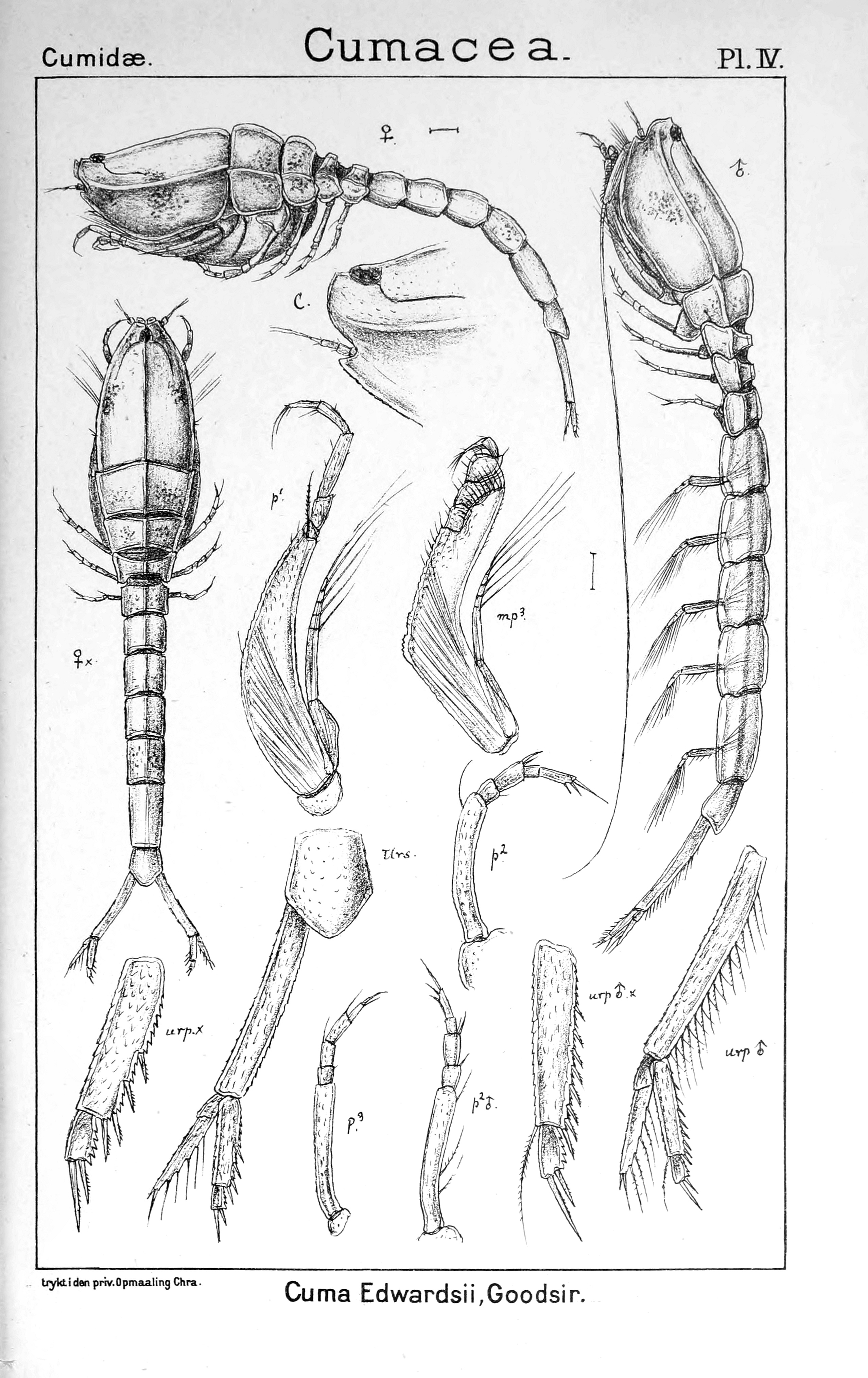

## Dottertaxa tillBodotria, i alfabetisk ordning[1][2]
- Bodotria africana
- Bodotria alata
- Bodotria angusta
- Bodotria arenosa
- Bodotria armoricana
- Bodotria australis
- Bodotria bineti
- Bodotria biocellata
- Bodotria biplicata
- Bodotria carinata
- Bodotria choprai
- Bodotria clara
- Bodotria cribraria
- Bodotria depressa
- Bodotria dispar
- Bodotria elevata
- Bodotria falsinus
- Bodotria gibba
- Bodotria glabra
- Bodotria intermedia
- Bodotria iroensis
- Bodotria laevigata
- Bodotria lata
- Bodotria maculosa
- Bodotria magna
- Bodotria minuta
- Bodotria montagui
- Bodotria nitida
- Bodotria nuda
- Bodotria ovalis
- Bodotria parva
- Bodotria platybasis
- Bodotria prionura
- Bodotria pulchella
- Bodotria pulex
- Bodotria rugosa
- Bodotria scorpioides
- Bodotria serica
- Bodotria serrata
- Bodotria serrulata
- Bodotria setoensis
- Bodotria similis
- Bodotria spinifera
- Bodotria sublevis
- Bodotria tenuis
- Bodotria tosaensis
- Bodotria vertebrata